# Dino Castellano
Dino Castellano (Gioia del Colle, 13 gennaio 1905 – 16 gennaio 1981) è stato un dirigente sportivo, allenatore di calcio e calciatore italiano, di ruolo difensore.
Lo storico ufficiale del Bari Calcio, Gianni Antonucci, spiega che il cognome "Castellana" o il nome completo "Donato Castellana" sono modi errati dei cronisti dell'epoca, di riportare il suo nome. 
Soprannominato e ricordato dopo la morte, come Tutuccio.

## Caratteristiche tecniche
Era in grado di effettuare tiri potenti con il piede sinistro.

## Carriera
Dopo gli esordi con la Pro Italia Taranto ed il servizio militare durante il quale gioca con la Polisportiva Itala di Gradisca (nel 1926), nella stagione 1927-1928 conquista la promozione in Divisione Nazionale con il Bari Football Club (Liberty), trasformatosi nel corso dell'anno in U.S. Bari, disputando 19 partite. Nel 1928-1929 disputa 6 gare in massima serie con la maglia del Bari.
In seguito gioca in Seconda Divisione con l'U.S. Gioia del Colle, e in Prima Divisione con Trani ed Akragas; durante la militanza all'Akragas subisce una squalifica a vita, in seguito revocata, a causa di un forte schiaffo dato a un arbitro.
Agli inizi degli anni cinquanta allena il Pro Gioia nelle serie dilettantistiche regionali. Nella stagione 1950-1951 accede con i gialloneri in Promozione.
In seguito viene nominato presidente della stessa società calcistica Pro Gioia.
Viene insignito del titolo di Cavaliere per i "meriti sportivi e filantropici".
Nel 1981, dopo la sua morte, ai Giochi pitici Helicon di Gorizia gli viene riconosciuta la Medaglia di Benemerenza ai Meriti Sportivi.